# Danijel Furtula
Danijel Furtula (montenegrinisch-kyrillisch Данијел Фуртула; * 31. Juli 1992 in Mojkovac, Bundesrepublik Jugoslawien) ist ein montenegrinischer Leichtathlet, der sich auf den Diskuswurf spezialisiert hat.

## Sportliche Laufbahn
Danijel Furtula tritt seit 2009 in internationalen Wettkämpfen in den Wurfdisziplinen an. Damals nahm er im Kugelstoßen und im Diskuswurf am Europäischen Olympischen Sommer-Jugendfestival in Tampere teil. Während er im Kugelstoßen in der Qualifikation scheiterte, erzielte er mit dem Diskus den vierten Platz. In beiden Disziplinen trat er im selben Jahr auch bei den U18-Weltmeisterschaften im italienischen Brixen an. Dabei gelang ihm mit dem Diskus kein gültiger Versuch, im Kugelstoßen schied er nach der Qualifikation aus. Ein Jahr darauf nahm er in der höheren Altersklasse bei den U20-Weltmeisterschaften im kanadischen Moncton teil, bei denen er mit Bestleistung von 57,71 m in das Finale einzog. Dieses beendete er allerdings schließlich auf dem zwölften und damit letzten Platz. 2011 trat er abermals im Kugelstoßen und im Diskuswurf, diesmal bei den U20-Europameisterschaften in Tallinn an und erreichte diesmal auch in beiden Disziplinen das Finale. Im Kugelstoßen belegte er zwar den letzten Platz unter den zwölf Finalteilnehmern, allerdings konnte er mit neuer Bestleistung von 63,54 m die Silbermedaille im Diskuswurf gewinnen.
Ab der Saison 2012 trat Furtula mit dem Erwachsenenwurfgewicht von 2 kg an. Im Juni warf er den Diskus bei einem Wettkampf in Bosnien-Herzegowina auf 63,15 m und erfüllte damit die Qualifikation für die Europameisterschaften in Helsinki und überdies hinaus auch für die Olympischen Sommerspiele in London. In beiden Wettkämpfen war für ihn nach der jeweiligen Qualifikation Schluss. In London kam er nicht über die Weite von 57,48 m hinaus und landete damit bei seiner Olympiapremiere auf dem insgesamt 38. Platz. Die Saison 2013 eröffnete Furtula im März mit persönlicher Bestleistung von 64,60 m. Ende Juni nahm er in Mersin bei den Mittelmeerspielen teil, bei denen er die Bronzemedaille gewinnen konnte. Gut zwei Wochen später nahm er in Tampere an den U23-Europameisterschaften teil, die er ebenfalls auf dem Bronzerang beendete. Durch seine neue Bestleistung erfüllte er auch die Voraussetzungen, um im August bei den Weltmeisterschaften in Moskau an den Start gehen zu können. Bei seiner WM-Premiere kam er dann allerdings in der Qualifikation nicht über 58,28 m hinaus und landete am Ende auf dem 26. Platz. 2014 trat Furtula erstmals bei Europameisterschaften im Erwachsenenbereich an, ohne dabei das Finale erreichen zu können.
Nachdem er die Saison 2015 nahezu komplett verpasste, gelangen ihm 2016 wieder Würfe in die Nähe seiner Bestleistung. Anfang Juli trat er bei den Europameisterschaften in Amsterdam an. Mit seiner zweitbesten Saisonleistung von 63,14 m verpasste er dabei knapp den Einzug in das Finale. Einen Monat später sollte er auch bei den Olympischen Sommerspielen in Rio de Janeiro an den Start gehen, allerdings schied er ohne gültigen Versuch aus dem Wettkampf aus. Anschließend verpasste er die gesamte Saison 2017 und konnte erst nach einer durchwachsenen Jahr 2018 wieder ähnliche Weiten erzielen. Ende Juli 2019 siegte Furtula erstmals bei den Montenegrinischen Meisterschaften. Ende September trat er bei den Weltmeisterschaften in Doha an, die er auf dem insgesamt 18. Platz nach der Qualifikation beendete. In seinem einzigen Wettkampf 2020, verbesserte er seine persönliche Bestleistung im März auf 64,86 m, bevor er ein weiteres Jahr später in der Heimat erneut mit 65,59 m eine Bestleistung aufstellte. Ende Juli 2021 trat Furtula in Tokio zum dritten Mal bei den Olympischen Sommerspielen an. In der Qualifikation blieb er, wie bei seinen vorherigen Teilnahmen, deutlich hinter seinen Möglichkeiten zurück und verpasste damit erneut den Finaleinzug. 2022 trat er, zum zweiten Mal nach 2013, bei den Mittelmeerspielen an und konnte, wie 2013 in der Türkei, auch in Algerien die Bronzemedaille gewinnen. Im August trat er bei den Europameisterschaften in München an, verfehlte das Finale dort allerdings deutlich.

## Wichtige Wettbewerbe
| Jahr                   | Veranstaltung             | Ort                    | Platz                  | Disziplin              | Weite                  |
| Startet für Montenegro | Startet für Montenegro    | Startet für Montenegro | Startet für Montenegro | Startet für Montenegro | Startet für Montenegro |
| ---------------------- | ------------------------- | ---------------------- | ---------------------- | ---------------------- | ---------------------- |
| 2009                   | U18-Weltmeisterschaften   | Brixen                 | 15.                    | Kugelstoßen            | 18,21 m                |
| 2009                   | U18-Weltmeisterschaften   | Brixen                 |                        | Diskuswurf             | o.g.V.                 |
| 2010                   | U20-Weltmeisterschaften   | Moncton                | 12.                    | Diskuswurf             | 54,64 m                |
| 2011                   | U20-Europameisterschaften | Tallinn                | 12.                    | Kugelstoßen            | 18,08 m                |
| 2011                   | U20-Europameisterschaften | Tallinn                | 2.                     | Diskuswurf             | 63,54 m                |
| 2012                   | Europameisterschaften     | Helsinki               | 19.                    | Diskuswurf             | 60,18 m                |
| 2012                   | Olympische Sommerspiele   | London                 | 38.                    | Diskuswurf             | 57,48 m                |
| 2013                   | Mittelmeerspiele          | Mersin                 | 3.                     | Diskuswurf             | 61,44 m                |
| 2013                   | U23-Europameisterschaften | Tampere                | 3.                     | Diskuswurf             | 61,61 m                |
| 2013                   | Weltmeisterschaften       | Moskau                 | 26.                    | Diskuswurf             | 58,28 m                |
| 2014                   | Europameisterschaften     | Zürich                 | 17.                    | Diskuswurf             | 60,23 m                |
| 2016                   | Europameisterschaften     | Amsterdam              | 15.                    | Diskuswurf             | 63,14 m                |
| 2016                   | Olympische Sommerspiele   | Rio de Janeiro         |                        | Diskuswurf             | o.g.V.                 |
| 2019                   | Weltmeisterschaften       | Doha                   | 18.                    | Diskuswurf             | 62,12 m                |
| 2021                   | Olympische Sommerspiele   | Tokio                  | 24.                    | Diskuswurf             | 59,93 m                |
| 2022                   | Mittelmeerspiele          | Oran                   | 3.                     | Diskuswurf             | 61,74 m                |
| 2022                   | Europameisterschaften     | Berlin                 | 21.                    | Diskuswurf             | 59,10 m                |

## Leistungsentwicklung
- 2010: 54,65 m
- 2012: 63,15 m
- 2013: 64,60 m
- 2020: 64,86 m
- 2021: 65,59 m; (montenegrinischer Rekord)